# Григорій
Григо́рій — християнське чоловіче ім'я. Походить із грец. Γρηγόριος, утвореного від грец. γρήγορος — «уважний», «зосереджений», «зібраний»). До української потрапило через старослов'янське посередництво (Григории, Григоріи), прийняті в більшості європейських мов форми походять через посередництво лат. Gregorius.
Українські народні, діалектні форми — Гриць, Гри́гір, Григор, Грись, Гриць, Грицько, Ригір, Ригор. Українські зменшені форми — Григорко, Гриць, Грицик, Грицько, Грицуня, Грицуненько, Грицуньо, Гринь, Гриньо, Гринько, Гриша, Гришко, Грішкінс, Гриня.
У деяких країнах має і жіночу форму: італ. Gregoria, порт. Gregória, кат. Gregòria, фр. Grégorie.

## Іменини
25 січня.

## Відомі носії
- Григорій Неокесарійський (ІІІ століття) — єпископ, чудотворець
- Григорій Ніський (IV століття) — богослов, філософ, брат Василя Великого
- Григорій Богослов (IV століття) — богослов, ритор, єпископ, патріарх. Вшанування 25 січня.
- Григорій Двоєслов (VI—VII століття) — 64-й Папа Римський
- Григорій Печерський (XI століття) — чернець Києво-Перечерського монастиря, преподобномученик
- Григорій Самборчик — вчений, поет

- Григорій Сковорода — просвітитель, гуманіст, філософ
- Григорій Квітка-Основ'яненко — прозаїк, драматург, журналіст
- Григір Тютюнник — письменник
- Григорій Галаган — командувач ССО ЗСУ